# Bacterie Gram-pozitivă

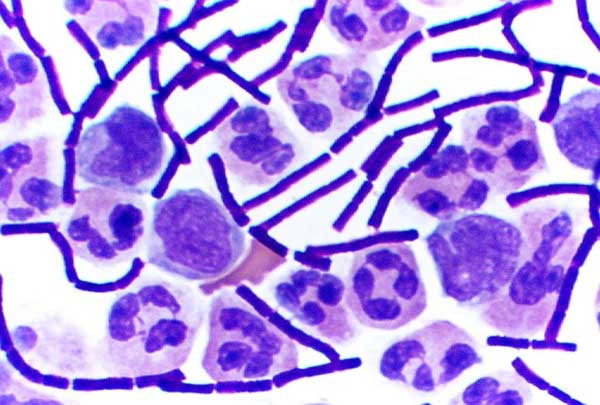
Imagine microscopică a colorației Gram realizată pe un produs patologic, unde se observă bacili Gram-pozitivi de Bacillus anthracis (bacilul cărbunos) și polimorfonucleare (leucocite).

Bacteriile Gram-pozitive alcătuiesc un grup de bacterii care rețin colorația violetului de gențiană în urma metodei de colorație Gram, deci care sunt „pozitive” în urma acestei colorații. Se consideră că o bacterie este Gram-pozitivă când este de culoare mov-violet în câmpul microscopic. Aceste bacterii au ca și caracteristică prezența unui perete celular mai gros, compus din mai multe straturi de peptidoglican. În ciuda peptidoglicanului mai gros, bacteriile Gram-pozitive sunt mai sensibile la acțiunea antibioticelor decât cele Gram-negative, deoarece nu au membrană externă.

## Peretele celular la bacterii gram pozitive
Peretele celular este alcătuit din 40 de straturi suprapuse de peptidoglican (50% din greutate este muerină). Există polizaharide în cantități mai mari, legate covalent de acidul Nacetil muramic. Polizaharidele sunt acizii teichoici, teichuronici, lipoteihoici.

## Exemple
Printre cele mai întâlnite specii de bacterii gram-pozitive patogene se numără: Streptococcus pneumoniae, Clostridium tetani, Clostridium difficile, Staphylococcus aureus, Listeria monocytogenes și Bacillus anthracis.

## Caracteristici
Sunt mai ușor de înlăturat decât cele Gram-negative.

## Legături externe
- „grampozitiv” la DEX online